# Hot Ash
Hot Ash is een livealbum van Wishbone Ash. Hot Ash is tevens een verzamelalbum samengesteld van nummers van Live Dates 2 en enkele B-kantjes van singles. Het is alleen in de Verenigde Staten uitgegeven. Het album is in 2011 nog niet op compact disc verschenen.

## Musici
- Andy Powell – gitaar, zang
- Ted Turner – gitaar, zang
- Martin Turner – basgitaar, zang
- Steve Upton – slagwerk

## Muziek
| Nr. | Titel                     | Duur |
| --- | ------------------------- | ---- |
| 1.  | Blowin’ free              |      |
| 2.  | Living proof              |      |
| 3.  | Goodbye baby hello friend |      |
| 4.  | Bad weather blues         |      |
| 5.  | Doctor                    |      |
| 6.  | Way of the world          |      |
| 7.  | Helpless                  |      |
| 8.  | No easy road              |      |